# 브라이턴

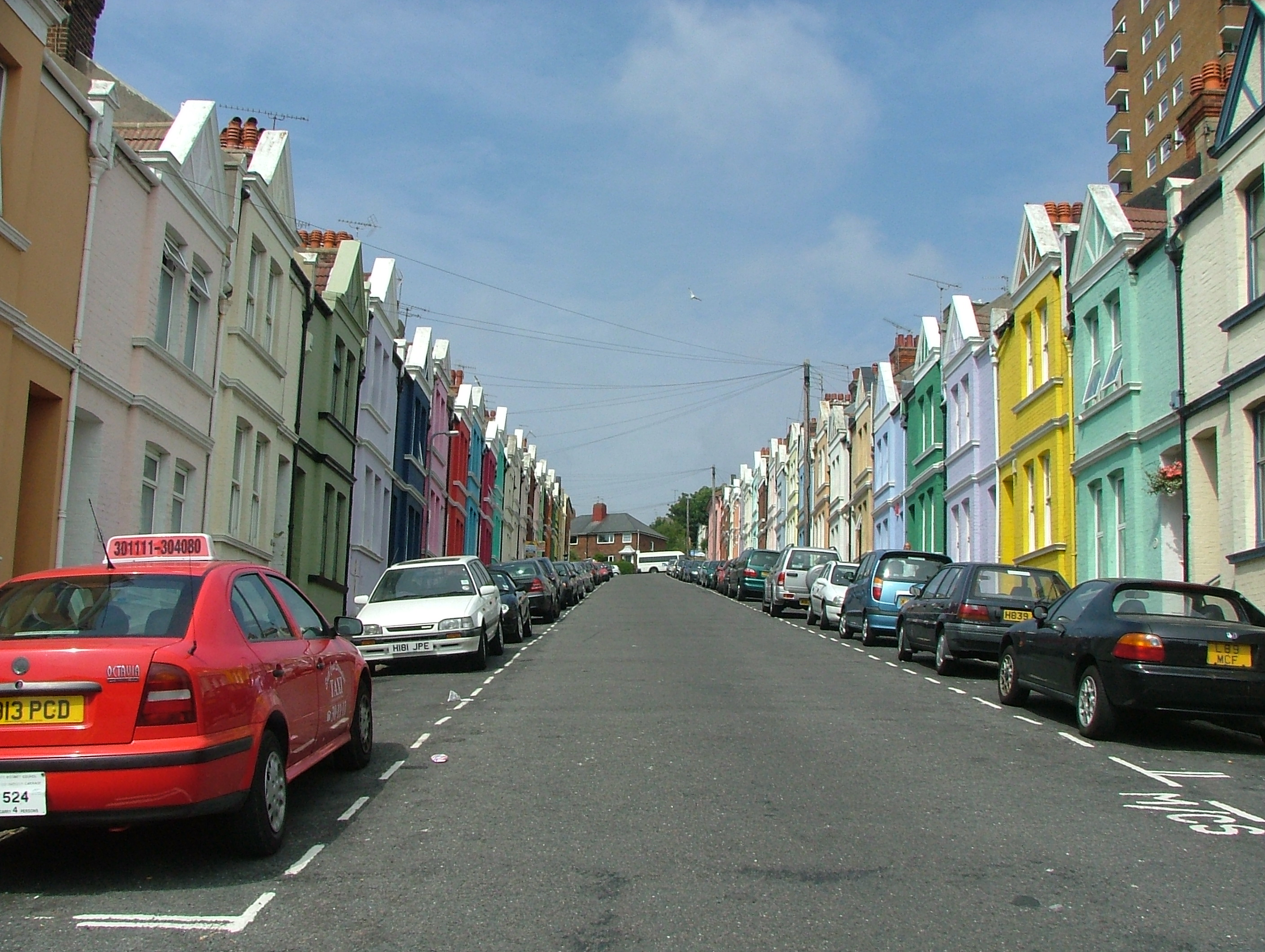
브라이턴의 경관

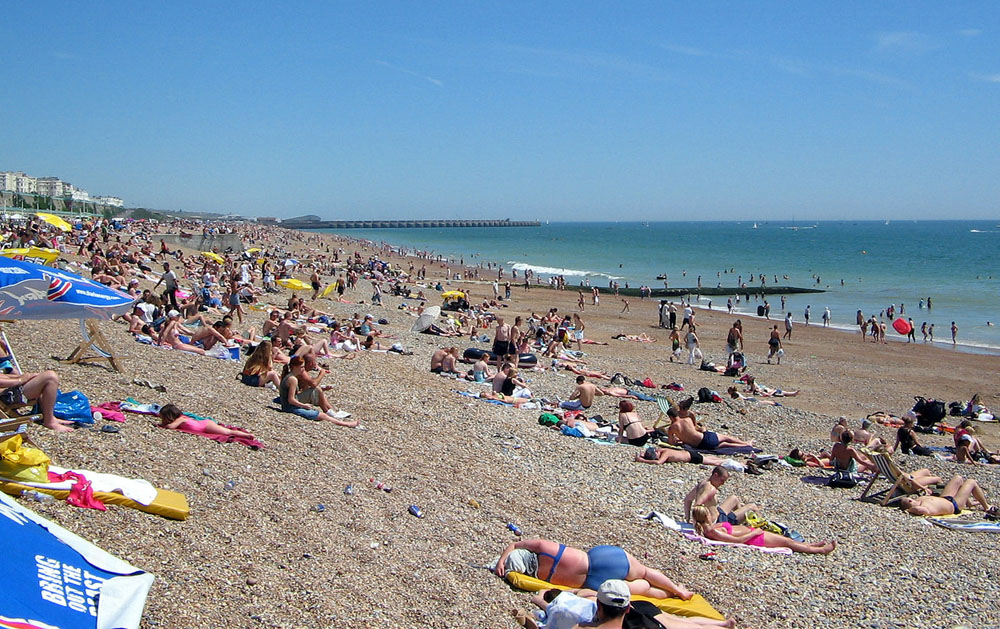
브라이턴의 해변

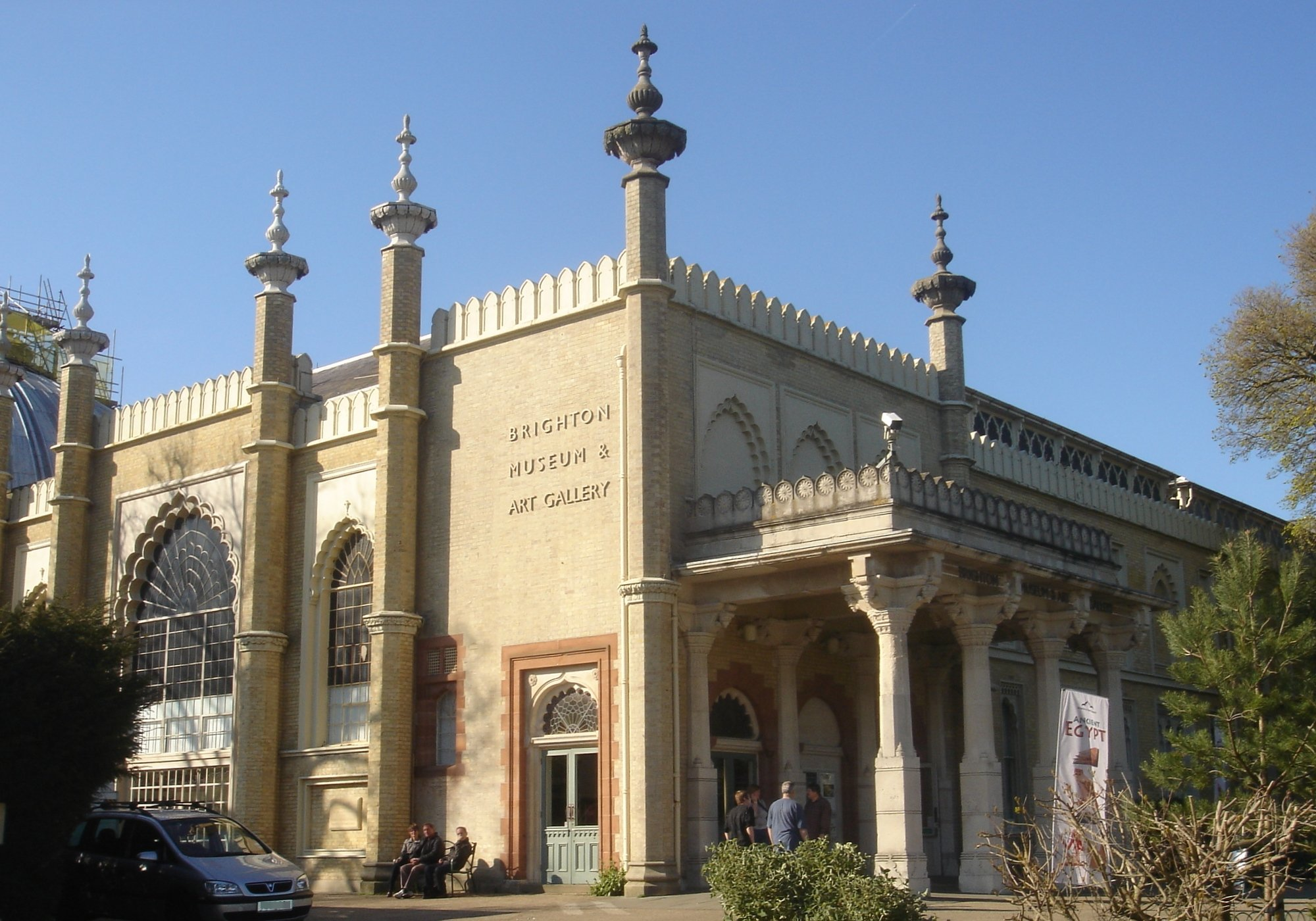
브라이턴의 박물관, 아트 갤러리

브라이턴(Brighton)은 영국 잉글랜드 남동부 이스트서식스주 서단에 위치한 마을로 브라이턴앤드호브의 일부이다. 런던에서 76km 남쪽에 위치해 있다.
조지왕조 시대에 브라이턴은 조지 4세의 후원으로 휴양도시로 발돋움 했다. 조지 4세는 로열 파빌리언을 건설하고 마을에서 많은 시간을 보냈다. 1841년 런던과 철도로 연결된 이후에 방문객이 급증했다. 빅토리아 시대에 현재도 남아있는 많은 호텔과 돌제부두가 지어졌다. 20세기 들어서도 브라이턴은 계속 성장해 1997년 이웃 호브와 합병해 브라이턴앤드호브가 되었다.
런던과 가까운 위치, 문화유산, 다양한 문화행사, 독특한 문화로 2015/16년 750만명의 당일치기 관광객과 490만명의 숙박 관광객을 유치할 정도로 활발한 도시이다. 특히 성소수자들이 많이 거주하는 것으로 유명하다.
유명 관광지로 브리티시 에어웨이스 i360가 있다.

## 기후
| Brighton의 기후          | Brighton의 기후 | Brighton의 기후 | Brighton의 기후 | Brighton의 기후 | Brighton의 기후 | Brighton의 기후 | Brighton의 기후 | Brighton의 기후 | Brighton의 기후 | Brighton의 기후 | Brighton의 기후 | Brighton의 기후 | Brighton의 기후 |
| 월                       | 1월             | 2월             | 3월             | 4월             | 5월             | 6월             | 7월             | 8월             | 9월             | 10월            | 11월            | 12월            | 연간            |
| ------------------------ | --------------- | --------------- | --------------- | --------------- | --------------- | --------------- | --------------- | --------------- | --------------- | --------------- | --------------- | --------------- | --------------- |
| 일평균 최고 기온 °C (°F) | 8 (46)          | 8 (46)          | 9 (49)          | 12 (53)         | 16 (60)         | 18 (64)         | 20 (68)         | 21 (69)         | 18 (65)         | 15 (59)         | 11 (52)         | 9 (48)          | 14 (57)         |
| 일평균 최저 기온 °C (°F) | 3 (38)          | 3 (38)          | 4 (40)          | 6 (43)          | 9 (48)          | 12 (53)         | 14 (58)         | 14 (58)         | 12 (54)         | 9 (49)          | 6 (43)          | 4 (40)          | 8 (47)          |
| 평균 강수량 mm (인치)    | 88 (3.5)        | 60 (2.4)        | 51 (2.0)        | 58 (2.3)        | 56 (2.2)        | 50 (2.0)        | 54 (2.1)        | 62 (2.4)        | 67 (2.6)        | 105 (4.1)       | 103 (4.1)       | 97 (3.8)        | 851 (33.5)      |
| 출처: Met Office         |                 |                 |                 |                 |                 |                 |                 |                 |                 |                 |                 |                 |                 |

## 관광
- 로열 파빌리언